# Köln–Bonn repülőtér
A Köln–Bonn repülőtér (IATA: CGN, ICAO: EDDK) nemzetközi repülőtér Németországban, Köln és Bonn között. Éves utasforgalma 8 756 712 fő (2022). Vészhelyzet esetére a NASA bármely űrrepülője számára alternatív leszállóhelyként választották ki a repülőteret.

## Forgalom

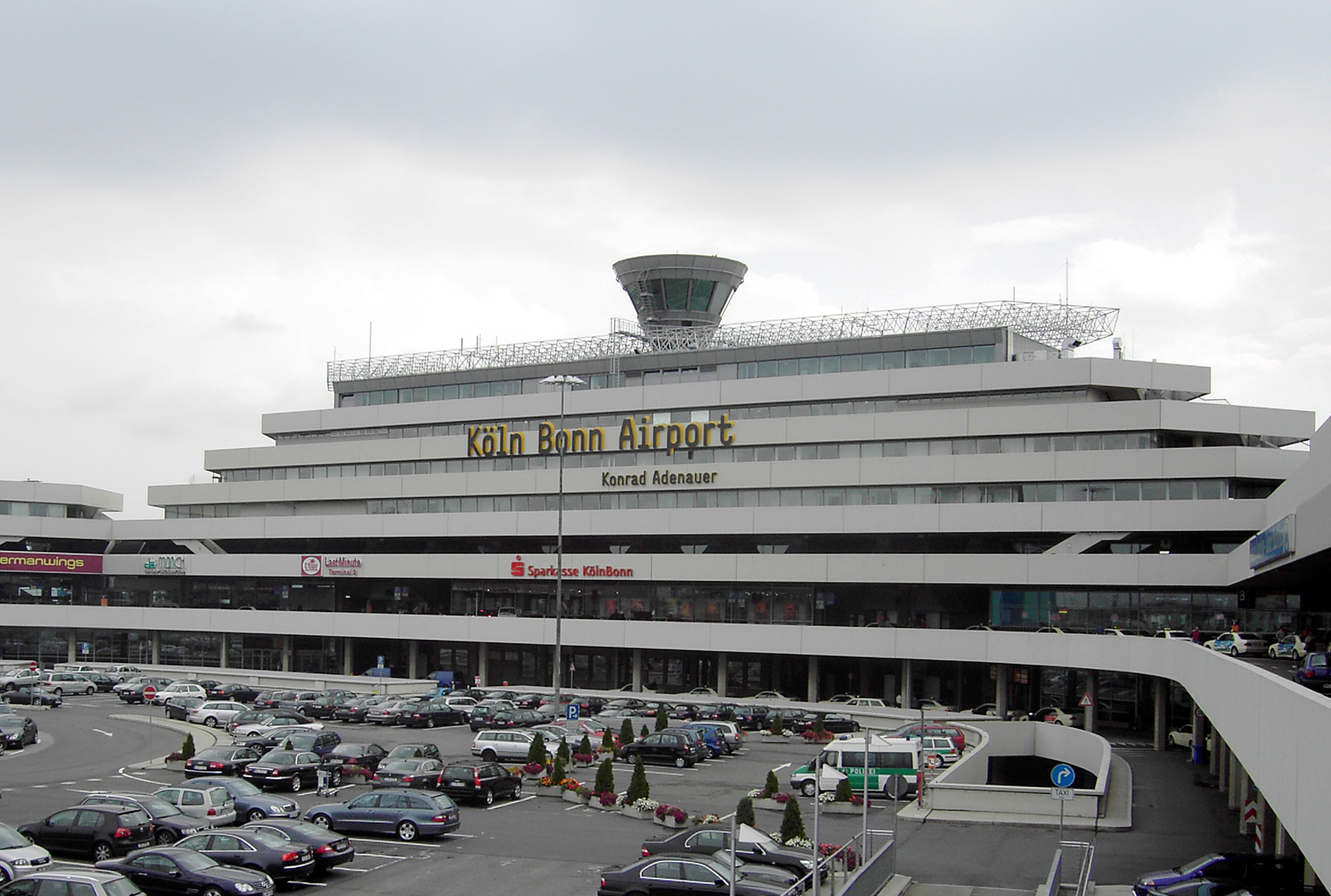
A Terminal 1 főépülete

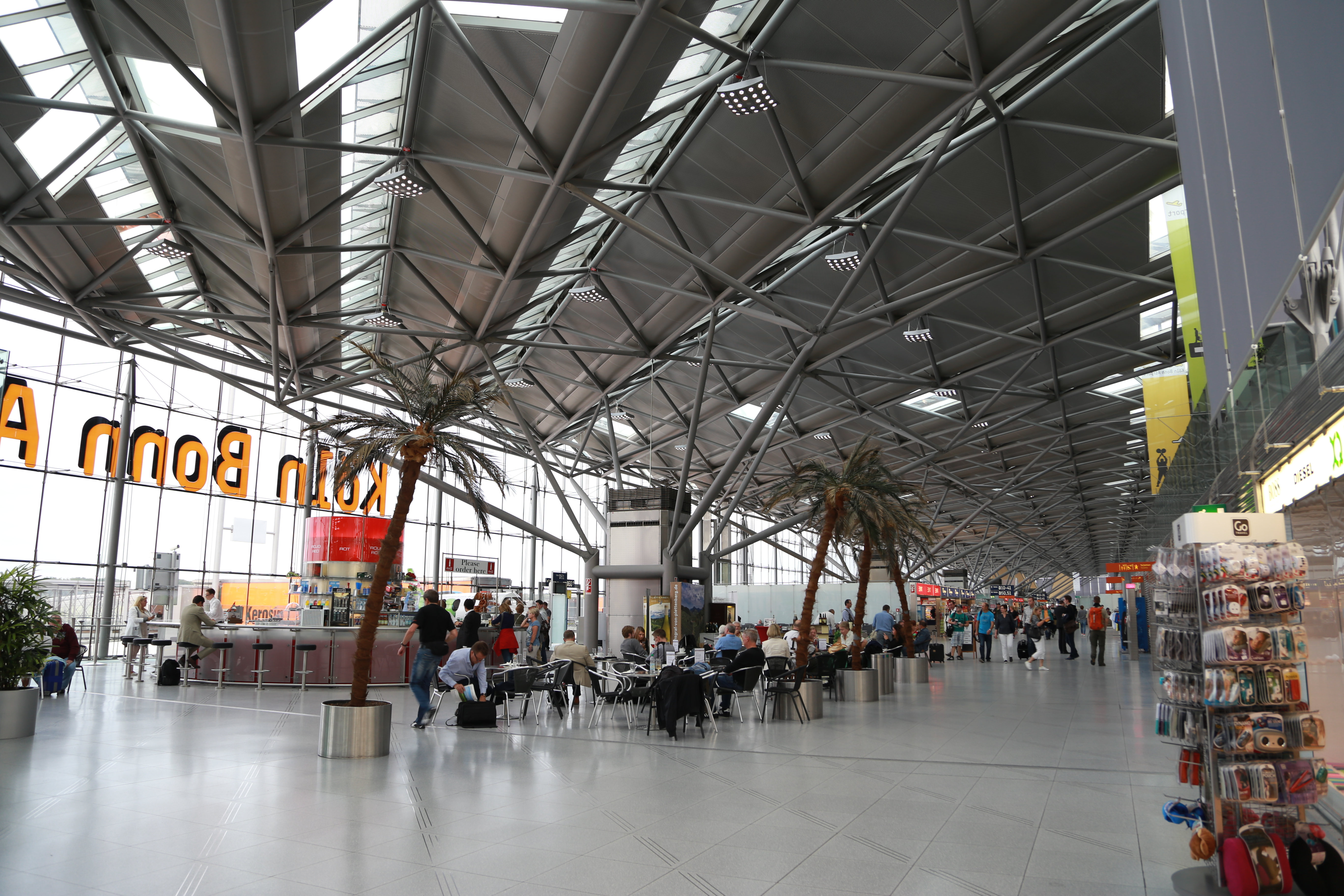
A Terminal 2

|      | Utasok     | Gépmozgások | Teherforgalom (tonnában) |
| ---- | ---------- | ----------- | ------------------------ |
| 2000 | 6 291 739  | 138 434     | 423 641                  |
| 2001 | 5 705 819  | 134 950     | 443 040                  |
| 2002 | 5 375 126  | 125 307     | 494 331                  |
| 2003 | 7 758 655  | 139 872     | 518 493                  |
| 2004 | 8 332 961  | 136 927     | 605 069                  |
| 2005 | 9 452 185  | 140 775     | 636 887                  |
| 2006 | 9 904 236  | 139 096     | 685 563                  |
| 2007 | 10 471 657 | 138 837     | 704 649                  |
| 2008 | 10 342 931 | 128 713     | 578 161                  |
| 2009 | 9 739 581  | 120 675     | 552 363                  |
| 2010 | 9 849 779  | 121 011     | 656 120                  |
| 2011 | 9 623 398  | 117 715     | 742 372                  |
| 2012 | 9 280 070  | 125 335     | 751 183                  |
| 2013 | 9 077 346  | 120 385     | 739 569                  |
| 2014 | 9 450 493  | 123 241     | 754 356                  |

## Légitársaságok és úticélok

### Személy
| Légitársaság          | Célállomások |
| --------------------- | --- |
| Air Arabia            | Nador |
| AnadoluJet            | Ankara |
| Austrian Airlines     | Bécs |
| Blue Air              | Bákó, Bukarest |
| Bulgarian Air Charter | Szezonális charter: Burgasz, Várna |
| Corendon Airlines     | Adana, Ankara, Antalya, Fuerteventura, Gran Canaria, Hurghada, Izmir, Kayseri, Sarm es-Sejk, Tenerife–South Szezonális: Bodrum, Dalaman, Diyarbakır, Edremit, Eskişehir, Gaziantep, Gazipaşa, Heraklion, Kosz, Palma de Mallorca, Rodosz, Samsun, Trabzon, Zonguldak |
| Eurowings             | Barcelona, Bari, Berlin-Brandenburg, Bologna, Budapest, Catania, Dresden, Edinburgh, Funchal, Gran Canaria, Hamburg, Klagenfurt, Lanzarote, Lárnaka, Lipcse/Halle, Lisszabon, London–Heathrow, Milánó–Malpensa, München, Nador, Nápoly, Palma de Mallorca, Prága, Róma–Fiumicino, Szarajevo, Split, Thessaloniki, Tunisz, Velence, Bécs, Zágráb, Zürich Szezonális: Antalya, Arvidsjaur, Athén, Bastia, Bodrum, Brindisi, Cagliari, Calvi, Korfu, Dublin, Dubrovnik, Faro, Fuerteventura, Grenoble, Heraklion, Ibiza, Izmir, Jerez de la Frontera, Kavala, Kosz, Lamezia Terme, Málaga, Menorca, Monasztir, Míkonosz, Nizza, Olbia, Palermo, Pisa, Póla, Reykjavík–Keflávik, Rodosz, Fiume, Szantorini, Stockholm–Arlanda, Tanger, Tenerife–South, Tirana, Trieszt, Várna, Verona, Zára |
| FlyErbil              | Erbil |
| Georgian Airways      | Tbiliszi |
| Holiday Europe        | Szezonális charter: Hurghada, Marsa Alam, Sarm es-Sejk |
| Iran Air              | Teherán–Imam Khomeini |
| Lufthansa             | München |
| Nouvelair             | Szezonális: Dzserba, Enfidha |
| Onur Air              | Szezonális: Antalya, Kayseri |
| Pegasus Airlines      | Ankara, Isztambul–Sabiha Gökçen Szezonális: Adana, Antalya, Bodrum, Izmir |
| Pobeda                | Moszkva–Vnukovo |
| Ryanair               | Alicante, Barcelona, Bergamo, Bologna, Bordeaux, Dublin, Gran Canaria, Katowice, Kijev–Boriszpil, Lisszabon, London–Stansted, Madrid, Málaga, Málta, Manchester, Marrákes, Palermo, Palma de Mallorca, Porto, Riga, Róma–Ciampino, Sevilla, Szófia, Tbiliszi, Valencia, Bécs Szezonális: Korfu, Zára |
| SunExpress            | Antalya, Izmir Szezonális: Adana, Ankara, Bodrum, Dalaman, Kayseri |
| Tailwind Airlines     | Szezonális charter: Antalya |
| TUI fly Deutschland   | Boa Vista, Fuerteventura, Gran Canaria, Sal, Tenerife–South Szezonális: Korfu, Funchal, Heraklion, Kosz, Menorca, Palma de Mallorca, Rodosz |
| Turkish Airlines      | Isztambul |
| Wizz Air              | Belgrád, Kolozsvár, Craiova, Gdańsk, Katowice, Kyiv–Zhuliany, Szkopje, Várna, Bécs Szezonális: Tuzla |

### Cargo
| Légitársaság          | Célállomások |
| --------------------- | --- |
| ATRAN                 | Moszkva–Vnukovo |
| EgyptAir Cargo        | Kairó, Johannesburg-O. R. Tambo |
| FedEx                 | Párizs–Charles de Gaulle |
| MNG Airlines          | Isztambul–Atatürk, Lipcse/Halle, Párizs–Charles de Gaulle |
| Turkish Cargo         | Isztambul–Atatürk |
| United Parcel Service | Almati, Ancona, Barcelona, Basel/Mulhouse, Bergamo, Budapest, Bukarest, Cardiff, Chicago–O'Hare, Dubai–International, Dublin, East Midlands, Edinburgh, Genf, Helsinki, Hongkong, Isztambul–Atatürk, Katowice, London–Stansted, Louisville, Lyon, Madrid, Malmö, Marseille, Moszkva–Vnukovo, Mumbai, München, Oslo–Gardermoen, Ostrava, Párizs–Charles de Gaulle, Philadelphia, Porto, Prága, Reykjavík–Keflávik, Róma–Ciampino, Sanghaj-Putung, Sencsen, Szingapúr, Stockholm–Arlanda, Szófia, Tajpej–Taojüan, Tel Aviv–Ben Gurion, Temesvár, Valencia, Velence, Bécs, Varsó–Chopin, Wrocław |

## Megközelítése

### Vonattal
Köln és Frankfurt felől legegyszerűbben a Köln-Frankfurt nagysebességű vasútvonalon közelíthető meg, vasútállomása a Bahnhof Köln/Bonn Flughafen.